# Grijalva
Grijalva, tidigare Tabasco, spanska Río Grijalva, lokalt även Río Chiapa och Mezcalapa, är en 600 km lång flod i sydöstra Mexiko. Den är uppkallad efter Juan de Grijalva som besökte området 1518. Floden rinner upp i Chiapas' högländer genom den konstgjorda sjön Nezahualcoyotl, som bildas av Malpasodammen längs gränsen mellan Chiapas och Tabasco och rinner vidare in i Tabasco, genom Sumidero och Villahermosa och mynnar i Campechebukten, cirka 10 km nordost om staden Frontera.